# Berardia
Berardia é um género botânico pertencente à família Asteraceae.
A autoridade do género é Vill, tendo sido publicado em Prospectus de l'Histoire des Plantes de Dauphiné 27. 1779.